# Mario Napolitano
Mario Nicola Napolitano (Acquaviva delle Fonti, 10 febbraio 1910 – Firenze, 31 ottobre 1995) è stato uno scacchista italiano.

## Carriera scacchistica
Esordì a 18 anni nel gioco a tavolino al Torneo di Venezia del 1928, dove ottenne il quinto posto. Conseguì il titolo di Maestro della FSI nel 1935. Sfiorò più volte il titolo di campione italiano a tavolino, giungendo secondo a Firenze nel 1943, Reggio Emilia 1957, San Benedetto del Tronto 1961 e Rovigo 1966; fu terzo in altre 6 occasioni. In tutto, prese parte a venti finali del Campionato dal 1935 al 1972. Vinse il torneo minore di Milano nel 1934, il torneo Magistrale di Milano del 1938, i tornei di Levanto e di Gardone nel 1957; fu sconfitto in finale da Vincenzo Nestler nella Coppa Italia 1954-55. Partecipò in rappresentanza dell'Italia all'Europameisterschaft di Monaco 1942, nel quale giocò contro il Campione del Mondo Aleksandr Alechin.
Con la squadra italiana prese parte alle Olimpiadi di Varsavia 1935, Monaco 1936 e Stoccolma 1937. Giocò nei match contro la Svizzera a Losanna nel 1938 e a Baveno nel 1958, la Jugoslavia nel 1951 a Venezia e nel 1955 a Lubiana, l'Austria nel 1952 a Vienna, la Spagna nel 1954 a Sirmione, l'Ungheria nel 1960 a Reggio Emilia. Nel 1955 e nel 1957 prese parte alla doppia sfida tra la Baviera e una rappresentativa del Nord Italia, con incontri rispettivamente a Wolfratshausen e Venezia. Giocò anche nella Clare Benedict Cup del 1964 a Lenzerheide e al Torneo Sei Nazioni di Montecarlo 1966.
Nel gioco per corrispondenza vinse il primo (1941) e il secondo (1947) Campionato Italiano. Grande Maestro Internazionale per corrispondenza (1953), ottenne il 2º posto (ex aequo con lo svedese Harald Malmgren) nel primo Campionato del mondo di scacchi per corrispondenza organizzato dall'ICCF (1950-1953), che è rimasto per 60 anni il miglior risultato di un italiano in ambito maschile. Nel secondo Campionato Mondiale per corrispondenza si classificò 5º e nel terzo Campionato Mondiale ottenne il 4º posto. Innumerevoli le sue partecipazioni ad incontri internazionali a squadre nelle file della nazionale ASIGC.
Autore di vari articoli teorici, è noto per avere ideato e trattato per primo la linea di gioco che poi prese il nome di Difesa Pirc.

## Partite notevoli
- Bálogh - Napolitano (1º Campionato Mondiale per Corrispondenza, 1947-1950)

Una delle più belle e conosciute partite di Mario Napolitano, trascritta in notazione algebrica italiana.
1.e4 c5 2.Cf3 Cc6 3.d4 cxd4 4.Cxd4 Cf6 5.Cc3 d6 6.Ag5 e6 7.Dd3 a6 8.Td1 Da5 9. f4 Ad7 10.Cb3 Db6! 11.Aa2 h5! 12.Af3 Cg4 13.De2 Cxh2 14.Axh5 g6! 15.g4!! Cxg4! 16.Dxg4 Ae7 17.Rd2 gxh5 18.Txh5 O-O-O 19.Axe7 Cxe7 20.Tdh1 Thg8 21.Tg5 Df2+ 22.Ce2 Ab5 23.Cbd4 Axe2 24.Cxe2 Txg5 25.Dxg5 d5! 26.e5 Cf5 27.Dg1!! Df3 28.Dc5+ Rb8 29.Th7 Tc8 30.Db4 Ce3 31.c3 Cg4 32.Re1 d4! 33.cxd4 Ce3 34.Db3 Df1+ 35.Rd2 Cc4+ 0-1
- Napolitano-Keres, per corrispondenza 1936., su chessgames.com.
- Napolitano-Stoltz, Olimpiadi di Stoccolma 1937., su chessgames.com.
- Poulsen-Napolitano, Olimpiadi di Stoccolma 1937., su chessgames.com.
- Napolitano-Klaus Junge, Monaco 1942., su chessgames.com.
- Alekhine-Napolitano, Monaco 1942. Il campione del mondo piega a fatica la resistenza di Napolitano., su chessgames.com.